# Операция «Парник»
Операция «Парник» (англ. Operation Greenhouse) — пятая серия американских ядерных испытаний и вторая из них за 1951 год. В ходе операции испытывались конструкции ядерных зарядов с использованием термоядерного синтеза для увеличения выхода энергии. Кроме того, исследовалось воздействие взрыва на сооружения, включая жилые здания, корпуса заводов и бункеры. Операция проводилась на Тихоокеанском испытательном полигоне. Все устройства были взорваны на высоких металлических вышках, имитирующих воздушный взрыв.

## Испытания Dog и Easy

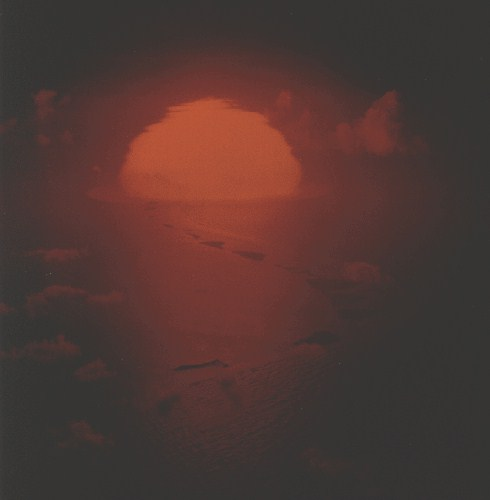
Взрыв устройства Item

Испытания начались взрывами устройств Dog11°33′08″ с. ш. 162°20′47″ в. д. («Собака») 8 апреля (мощность взрыва составила 70 кт, это был самый мощный на тот момент взрыв атомной бомбы) и Easy11°39′56″ с. ш. 162°14′02″ в. д. 21 апреля. Во время взрыва Dog была испытана новая конструкция боевой стратегической бомбы Mk 6 с ураново-плутониевым ядром, являвшаяся дальнейшим развитием бомбы «Толстяк». Easy было испытанием компактной бомбы с ураново-плутониевым ядром, которая впоследствии станет основой для первой стадии взрыва термоядерного устройства «Иви Майк».

## Испытание George
Взрыв заряда «Джордж» (англ. George)11°37′37″ с. ш. 162°17′47″ в. д. 9 мая 1951 года стал первым в истории человечества ядерным взрывом, в котором сжигались дейтерий и тритий. Капсула со сжиженным водородом помещалась в центр тора из блоков урана, который и давал основной выход энергии. Поэтому в случае с зарядом «Джордж» говорят не о термоядерном устройстве, а о форсировании атомного заряда (как и в первой советской "водородной" бомбе РДС-6с, где на долю синтеза приходится около 15-20 %, остальная энергия выделилась за счёт расщепления U-238 быстрыми нейтронами). Капсула с дейтерием и тритием давала не столько энергию синтеза, сколько поток быстрых нейтронов, вызывавших новые цепочки реакций в окружающем уране. Мощность взрыва «Джорджа» достигла 225 кт.
Схема заряда Джордж была прототипом классической схемы «Super». Его устройство-инициатор, использовавший радиационную имплозию, был запатентован Клаусом Фуксом и фон Нейманом еще в 1946 г. Успешная работа этого инициатора сыграла важную роль в разработке новой, более эффективной схемы водородной бомбы — схемы Теллера-Улама.

## Испытание Item
Наконец, последним в серии взрывом был Item11°39′58″ с. ш. 162°14′33″ в. д., проведенный 25 мая. На разных его этапах сжигался дейтерий и тритий. И, хотя мощность устройства составила всего 45,5 кт, это было первое устройство с многоступенчатым подрывом. Выход его энергии по сравнению с ожидаемым от использованного уранового заряда почти удвоился за счет использования водородного форсирования.